# Alberto Quintanilla Chacón
Alberto Eugenio Quintanilla Chacón (Puno, 23 de diciembre de 1951) es un economista, abogado, notario, sociólogo, periodista y político peruano. Fue congresista de la república desde julio del 2016 hasta septiembre del 2019 y diputado por Puno en 2 ocasiones.

## Biografía
Nació en la ciudad de Puno, el 23 de diciembre de 1951. Es hijo de Luis Enrique Quintanilla Torres y de Aída Victoria Chacón García.
Realizó sus estudios primarios en la Escuela Fiscal 895 de Puno, los secundarios los inició en el Colegio Nacional San Carlos y los terminó en el Colegio Militar Francisco Bolognesi de Arequipa. Entre 1969 y 1975, estudió la carrera de Economía en la Universidad Nacional de Ingeniería y entre 1979 y 1984, estudió Derecho y Sociología en la Universidad Nacional Mayor de San Marcos.
Fue director de la Asociación de Defensa Legal y Promoción Social, director gerente de Radio Juliaca, asesor de la Federación Departamental Campesina de Puno, secretario ejecutivo de la Asociación Nacional de Radio. También es periodista en diversos medios de comunicación.
En el 2011 se desenvolvió como notario y desde entonces destacó como analista político en el Departamento de Puno.

## Trayectoria política

### Diputado por Puno
Fue militante del Partido Unificado Mariateguista y luego se unió a la coalición Izquierda Unida liderado por el histórico Alfonso Barrantes. En las elecciones parlamentarias del año 1985, Quintanilla inició su carrera política postulando a la Cámara de Diputados en representación del departamento de Puno y logró resultar elegido, obteniendo 8,627 votos para el periodo parlamentario 1985-1990.
Fue reelegido en las elecciones de 1990 para el periodo parlamentario 1990-1995. Fue luego elegido como segundo secretario de la Cámara de Diputados bajo la presidencia de Roberto Ramírez del Villar en la legislatura 1991-1992, sin embargo, su cargo fue disuelto tras el autogolpe de estado decretado por el presidente Alberto Fujimori el 5 de abril de 1992. Quintanilla participó junto con los parlamentarios disueltos en protestas contra el gobierno de Fujimori.
Intentó volver al Congreso de la República en las elecciones de 1995, sin embargo, no tuvo éxito. Postuló también a la presidencia del Gobierno Regional de Puno en las elecciones regionales del 2002, donde quedó en el 2.º lugar. Nuevamente intentó en las elecciones del 2006, en las elecciones del 2010 y en las elecciones del 2014.
En las elecciones generales del año 2006, fue parte de la plancha presidencial de Javier Diez Canseco por el Partido Socialista.

### Congresista de la República
En las elecciones generales del 2016, Alberto Quintanilla se afilió al Frente Amplio y postuló nuevamente al Congreso de la República representando a su natal Puno. Finalmente fue elegido como congresista de la república, con 55,218 votos, para el periodo parlamentario 2016-2021.
En 2017, renunció al Movimiento Tierra y Libertad liderado por Marco Arana y desde septiembre del mismo año formó parte de la bancada Nuevo Perú liderada por Verónika Mendoza.
En el 2018, Quintanilla fue reconocido como “Guardián y Protector de nuestra Mama Qota del Lago Titikaka – Puno” por la Municipalidad de Uros Chulluni de Puno, por su compromiso en la gestión de la construcción de las “Sistema de tratamiento de las aguas residuales de la cuenca del Lago Titicaca”.
El 30 de septiembre del 2019, su cargo parlamentario llegó a su fin nuevamente tras la Disolución del Congreso decretado por el presidente Martín Vizcarra.

## Publicaciones
- 2015: Minería y desarrollo, ¿compatibles?. Revista de Investigaciones Altoandinas, Vol.17 Núm. 2 (2015).
- Las contratas en Morococha. Ed. ATC. 1988.
- Comunidad Minera. Itinerario de solidaridad. Ed. Tarea, Lima. 1985.
- Centromin Perú: economía y remuneraciones salariales 1983. Tesis Ingeniero Economista, Universidad Nacional de Ingeniería (1983).
- La Comunidad de Compensación Minera. (1982).